# Decembrie 2005
Acest articol este generat integral pe baza informațiilor din articolul 2005 și este actualizat periodic de un robot.
 Editările făcute în articol vor fi șterse la următoarea actualizare! Dacă doriți să faceți modificări, editați articolul-sursă.

ianuarie -
februarie -
martie -
aprilie -
mai -
iunie -
iulie -
august -
septembrie -
octombrie -
noiembrie -
decembrie
Decembrie 2005 a fost a douăsprezecea lună a anului și a început într-o zi de joi.

## Evenimente
- 1 decembrie: Marea Britanie: Casa de licitații Sotheby's scoate la licitație un manuscris unic, scris de marele compozitor Ludwig van Beethoven și care a fost pierdut pentru mai mult de un secol. Prețul de deschidere al vânzării a fost estimat la peste 1 milion lire sterline.
- 1 decembrie: Africa de Sud devine a cincea țară din lume care recunoaște căsătoria între persoanele de același sex.
- 18 decembrie: Izbucnește războiul civil în Ciad, după ce diferite forțe rebele, cu sprijinul Sudanului, au atacat capitala, N'Djamena.

## Decese
- 2 decembrie: Nikolai Artiomov, 97 ani, fiziolog sovietic (n. 1908)
- 8 decembrie: Leo Scheffczyk, 85 ani, cardinal german (n. 1920)
- 9 decembrie: Robert Sheckley, 77 ani, scriitor american (n. 1928)
- 9 decembrie: Ihil Șraibman, 92 ani, scriitor din R. Moldova de limbă idiș (n. 1913)
- 10 decembrie: Richard Pryor (n. Richard Franklin Lennox Thomas Pryor), 65 ani, actor de comedie, american (n. 1940)
- 14 decembrie: József Annus, 65 ani, politician maghiar (n. 1940)
- 14 decembrie: Radu Ionescu, 75 ani, cercetător științific, autor, scenarist, comentator filme de artă și critic de artă român (n. 1930)
- 14 decembrie: Tom Milne, 79 ani, critic de film britanic (n. 1926)
- 18 decembrie: Doris Fisher, Baroness Fisher of Rednal, 86 ani, politician britanic (n. 1919)
- 19 decembrie: Yū Fujiki, 74 ani, actor de film, japonez (n. 1931)
- 19 decembrie: Vincent Louis Gigante, 77 ani, gangster american (n. 1928)
- 20 decembrie: Klaus Kessler, 80 ani, scriitor român de etnie germană (n. 1925)
- 24 decembrie: Pericle Martinescu, 94 ani, scriitor român (n. 1911)
- 30 decembrie: Maxim Berghianu (n. Maxim Berghian), 80 ani, politician român (n. 1925)
- 31 decembrie: Phillip Whitehead, 68 ani, politician britanic (n. 1937)